# Cestrum corymbosum
Cestrum corymbosum är en potatisväxtart som beskrevs av Diederich Franz Leonhard von Schlechtendal. Cestrum corymbosum ingår i släktet Cestrum och familjen potatisväxter. Utöver nominatformen finns också underarten C. c. hirsutum.

## Bildgalleri

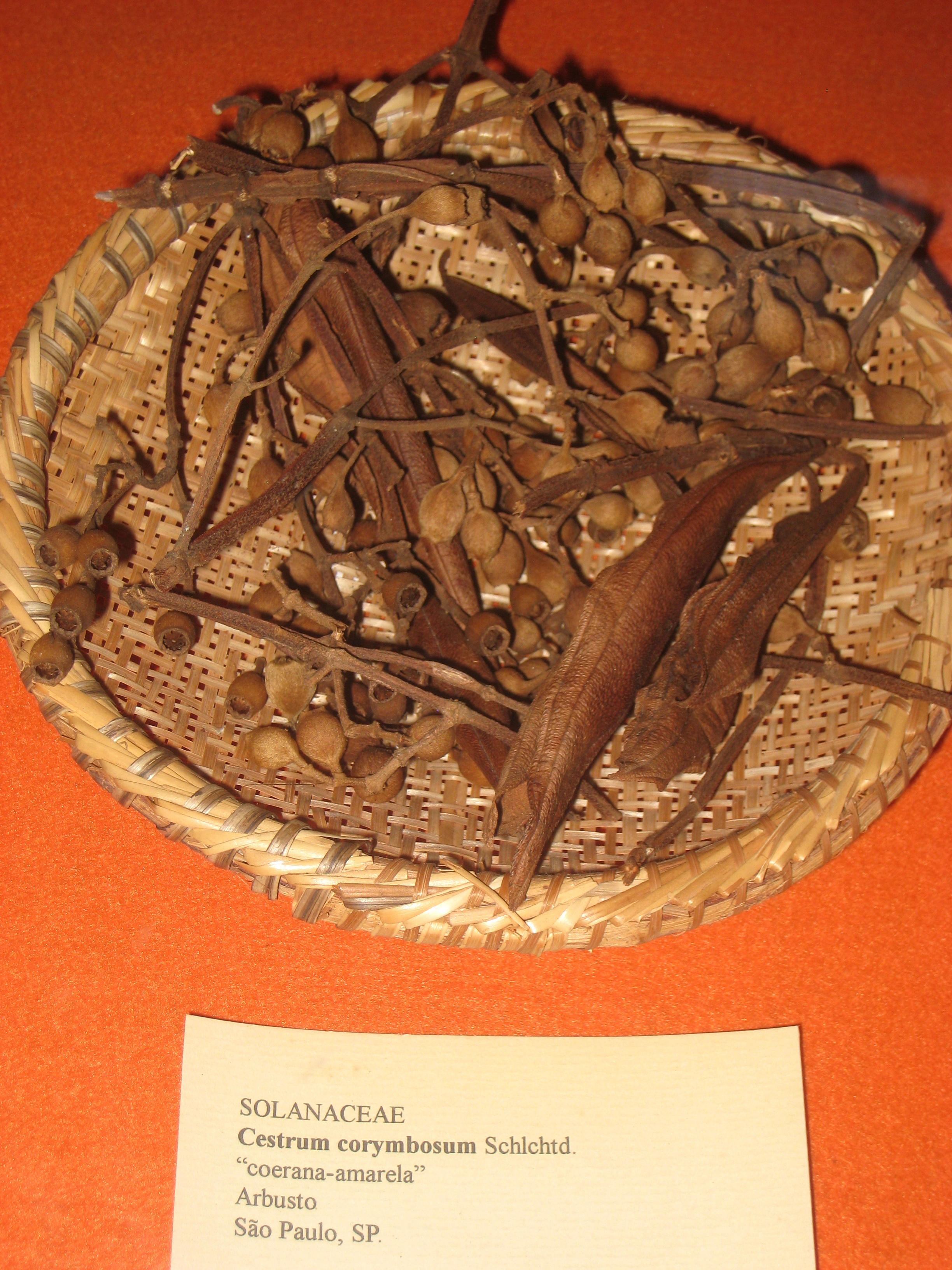